# Arnold von Winckler
Arnold Feodor Alois Maria Gustav von Winckler est un général d'infanterie qui participe à la Première Guerre mondiale.

## Biographie
Il est le fils du général Ewald Fedor von Winckler (1813–1895) et son épouse Marie, née baronne von Rheinbaben (1817-1909). Elle est la sœur du futur général de cavalerie Albert von Rheinbaben. Winckler se marie avec Wanda von Walcke-Schuldt (de) (1869-1945), fille du conseiller régional du Lauenbourg Oskar Ferdinand von Walcke-Schuldt (de) et de Marie Röper. Il a deux enfants avec elle. 

### Les premières années
Il s'engage chez les cadets en 1873 à Hirschberg. Winckler rejoint le 10 avril 1873 le 5e bataillon de chasseurs à pied (de) de l'armée prussienne à Hirschberg en tant que porte-drapeau et y obtient son brevet de lieutenant de section le 12 novembre 1874. Après sa mutation dans le 8e bataillon de chasseurs à pied, il est commandé à l'académie de guerre d'octobre 1880 à mars 1884 pour poursuivre sa formation. Au cours de sa carrière militaire, Winckler commande le bataillon de tirailleurs de la Garde (de) à partir du 17 mai 1902 et est promu lieutenant-colonel le 18 avril 1903 et colonel le 10 avril 1906. Du 14 juin 1906 au 17 novembre 1907, il commande le 94e régiment d'infanterie à Weimar, puis le 3e régiment de grenadiers de la Garde. Promu au grade de général de division, il devient le 22 mars 1910 commandant de la 57e brigade d'infanterie à Fribourg-en-Brisgau. Le 4 avril 1911, il est nommé inspecteur des écoles d'infanterie (de). Winckler quitte ce poste le 30 septembre de l'année suivante et reçoit, avec sa promotion au rang de lieutenant général, le commandement de la 2e division de la Garde à Berlin.

### Première Guerre mondiale
En 1914, il est à la tête de la de division 2e division de la Garde au sein de la  2e armée sur le front de l'Ouest.
En février 1915, il est déplacé sur le front de l'Est où il commande le 41e corps de réserve. Il participe à l'offensive de Gorlice-Tarnow.
De septembre 1915 à mars 1916, il commande le 4e corps de réserve dans la campagne de Serbie puis comme force d’occupation dans la principauté d'Albanie.
De 1916 à 1917, il est sur le front de Salonique. Il commande la 11e armée, partie du groupe d'armées germano-bulgare, en Macédoine.
En février 1918, il est envoyé dans la Somme où il commande le 25e corps de réserve. Il participe à l'offensive Michael puis à la 3e bataille de l'Aisne.